# Talud continental

Esquema de talud continental.

El talud continental es una parte de la morfología submarina de fuerte declive que enlaza la plataforma continental con la llanura abisal. Suelen estar ubicados entre los 200 a 4000 metros bajo el nivel del mar. 

## Características
En esta zona pueden encontrarse profundos valles y cañones submarinos. En los taludes continentales se producen grandes deslizamientos ya que el origen de los mismos está en la acumulación sucesiva de sedimentos procedentes, a veces desde distancias considerables, desde los continentes más cercanos.
Las condiciones de vida oceánica se hacen muy difíciles por lo que el volumen de la biomasa disminuye. A esta región también se le llama zona batial.
Esta unidad morfológica se extiende a partir del borde de la plataforma continental hasta una profundidad de 1000 a 4500 m ; y su pendiente media es de 5° a 7°, aunque a veces alcanza 25º y en ocasiones rebasa los 50°. En amplitud varía de 8 a 10 km hasta 250-270 km.
La morfología del talud continental consiste generalmente en una planicie inclinada, desmembrada en escalones en los que el piso de cada uno limita con un escarpe que se interpreta con frecuencia como falla normal.
Finalmente es necesario constatar que el talud continental es un conjunto de dimensiones del relieve terrestre, y a diferencia de la plataforma continental, que es esencialmente acumulativa, el talud es tectónico.

### Cañones submarinos
En la mayoría de los casos los pisos no están cubiertos de sedimentos, siendo frecuente la existencia de depresiones del tipo de los cañones submarinos.
Estas formas (los cañones submarinos) son características del talud continental, y a partir de su límite con la plataforma continental inciden verticalmente, alcanzando en algunos casos 2000 m de corte vertical y cientos de kilómetros de longitud.
El conocimiento progresivo de estas peculiares formas del relieve submarino ha permitido ordenar y clasificar sus características más significativas y aspectos más relevantes: 
- Un cañón presenta la forma de V, un curso recto, ocasionalmente sinuoso, y paredes abruptas.
- La mayoría de los cañones pueden estar encajados desde la base del margen continental.
- Se encuentran repartidos en casi todo el mundo, con algunas excepciones donde la inclinación de la plataforma continental es menor a 1°.
- Las rocas de las paredes del cañón van desde rocas blandas hasta el granito.
- La mayoría de los cañones continúan en el piso oceánico a partir de cursos de ríos, aunque ello no sea siempre el caso.
- Los sedimentos en el piso del cañón son generalmente limos, arenas y guijarros, aunque es posible constatar la presencia de sedimentos más gruesos.
- Los ripple marks son comunes en casi todas las profundidades del piso del cañón, presentándose la cara más inclinada de los ripples en el rumbo "hacia abajo" del cañón, señalando la dirección de las corrientes de turbidez y avalanchas de sedimentos que se encauzan por el cañón.
- Las cabezas de los cañones activos reciben una gran cantidad de sedimentos, los cuales son en dicho lugar muy inestables y normalmente transportados hacia la parte más profunda del cañón por avalanchas de barro (corrientes turbias), desprendimientos y/o por corrientes oceánicas inusuales, especialmente en un margen de convergencia donde la actividad sísmica juega un rol importante.
- Los cañones pueden encontrarse tanto en costas estables como inestables, pero mayoritariamente aparecen en costas sumergidas (mar de Behring, Bahamas, costa oeste de Europa).
- En la llanura abisal, donde desembocan los cañones, se forman abanicos submarinos.